# 再會啦！車站
《再會啦！車站》是辦桌二人組和李炳輝於西元2002年為因高雄鐵路地下化而需暫時遷移的帝冠式建築高雄車站（舊站）所唱的歡送曲。惟根據工程規劃，舊站將於高雄地下化永久站本體完工後，再遷回原址，與之共存共榮。
《再會啦！車站》不僅深具高雄市舊火車站搬遷的話題性，再加上李炳輝的助陣與媒體的頻繁播放，初試啼聲便受到關注。歌曲帶有濃厚的鄉土情懷，展現出年輕歌手以走唱街頭方式搭配上平易近人、令人朗朗上口的歌詞及曲調，呈現出的深度蘊含。
這首歌後來為謝長廷擔任高雄市長時期任內的市政府官員（管碧玲、曾憲政、姚文智、林欽榮、蘇麗瓊、吳嘉陵等人）一起翻唱，推出【《再會啦！車站》市政府版】。
《再會啦！車站》的歌詞結尾：「再會是暫時未來重逢才是咱也～永遠」，告訴所有人，高雄火車站舊站將在未來遷移回原址，與世人重逢。

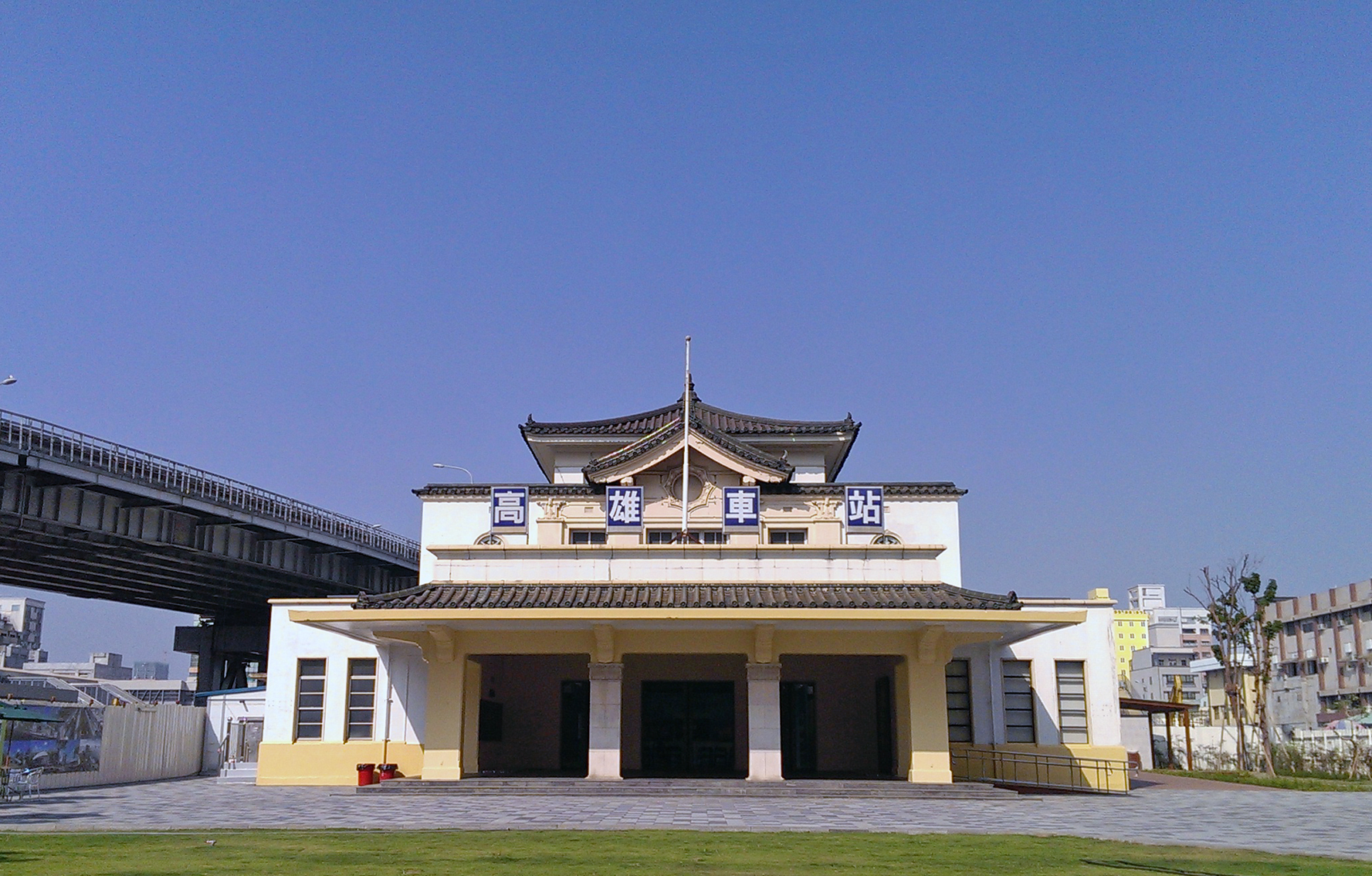
舊高雄車站（遷移後）

| “                          | 港都的火車 載著阮慢慢停靠在這 乎阮擱一次 會凍來將你仔細來看 對阮細漢時 你就親像山惦惦站惦在這 乎離鄉的人啊 有一種想厝的心晟 | ” |
| ——《再會啦！車站》歌詞片段 | |   |

## 註解
1. ↑  普通話：再會是暫時的，未來重逢才是我們的 ～永遠
2. ↑  普通話：港都的火車載著我們慢慢停靠在這
3. ↑  普通話：讓我們又再一次能仔細的看看你
4. ↑  普通話：自從我們還小的時候，你就像一座山靜靜地站在這裡
5. ↑  普通話：讓離鄉的人阿 有一種想家的心情

## 來源
1. 1 2 3  D.Y., Lynn. . 網路音樂廳. 2003-10-25  [2018-10-13]. （原始内容存档于2018-12-06） （中文）.
2. ↑  龔明秀. . 台語新盤. 2002/08  [2018-12-06]. （原始内容存档于2008-10-25） （中文）.
3. ↑  . 鐵路改建工程局. 2002  [2018-12-06]. （原始内容存档于2015-02-19）.
4. ↑  . KKBOX. 2002-07-31  [2018-12-06]. （原始内容存档于2019-03-28） （中文）.
5. 1 2  . MyMusic 懂你想聽的.   [2018-12-06]. （原始内容存档于2018-12-06） （中文）.

## 外部來源
- YouTube上的再會啦！車站
- 高雄車站既有帝冠式建築物保留及遷移工程回顧 （页面存档备份，存于）
- YouTube上的2002年03月28日高雄臨時車站啟用 60年舊車站吹熄燈號
- YouTube上的高雄鐵路地下化展示館&高雄車站地下化工程縮時攝影 高雄駅鉄道地下化資料館&工事タイムラプス
- YouTube上的高雄市改制直轄市（1979.7.1），始於0分41秒
- 高雄畫刊
- 總統參加高雄火車站保存遷移啟動儀式 （页面存档备份，存于）
- 打狗高雄｜歷史與現在. . 打狗高雄｜歷史與現在. 2017-02-18  [2018-12-07]. （原始内容存档于2020-10-24） （中文）.